# Bernd Hünlich
Bernd Hünlich (* 2. Oktober 1943 in Dresden; † 9. März 1992 ebenda) war ein deutscher autodidaktischer Heimatforscher und  Kunsthistoriker. Er wurde zu DDR-Zeiten durch zahlreiche Veröffentlichungen über die Landesgrenzen hinweg bekannt. Neben der Dresdner Stadtgeschichte waren die Lokalgeschichte der Künstlergruppe Brücke und das Leben von Paula Modersohn-Becker seine Schwerpunkte.

## Leben
Bernd Hünlichs Mutter, Helene Hünlich, arbeitete im Kolonialwarenladen ihrer Eltern in Löbtau. Sie ließ sich früh scheiden, so dass ihr Sohn ohne Vater aufwuchs. Nach einem achtjährigen Schulbesuch erlernte Bernd Hünlich den nicht wunschgemäßen Beruf eines Elektroinstallateurs, um die Mutter finanziell zu entlasten. 1968 heiratete er Elisabeth (geb. Wirth) und zog nach Radebeul. Dort wurden die zwei Töchter geboren. Über 20 Jahre arbeitete Hünlich als Betriebselektriker am Institut für Festkörperphysik in Dresden, bis zu seiner Wende-bedingten Entlassung zum Jahresende 1991. Seinen eigentlichen Interessen kam er in seiner Freizeit, durch umfangreiche Forschungen u. a. zur Stadtgeschichte Dresdens nach. Obwohl er sich sein Wissen ausschließlich autodidaktisch erwarb, wurde er zunehmend in Fachkreisen bekannt. Man schätzte sein akribisch genaues Arbeiten und seinen umfangreichen Wissensschatz. Zahlreiche Veröffentlichungen zeugen von seiner Recherche- und Fleißarbeit. Trotz der Anerkennung seiner Lebensleistung schon zu Lebzeiten, machte Hünlich die Arbeitslosigkeit nach seiner Entlassung zu schaffen. Zusammen mit anderen Problemen und einer Depression sah er sich in einer hoffnungslosen Situation und beendete sein Leben am 9. März 1992 im Alter von 48 Jahren durch Suizid. In lokalen Zeitungen erschienen Nachrufe und Erinnerungen an seine profunde Sachkenntnis, an die rege Zusammenarbeit mit der Dresdner Kunstszene, sowie an die Anerkennung durch die internationale Fachwelt.

## Kunsthistorische Forschungen
Seine Mitgliedschaft im Jugendklub des Kupferstichkabinetts der Staatlichen Kunstsammlungen Dresden regte Hünlich an, die Bildmotive und Wirkungsorte von 1905 bis 1913 in Dresden bestehenden Künstlergruppe Brücke zu ermitteln. Seit 1979 veröffentlichte er Beiträge in den Dresdner Tageszeitungen Die Union, Sächsisches Tageblatt und Sächsische Neueste Nachrichten. Die erste kunstwissenschaftlich relevante Publikation erfolgte im Jahrbuch der Staatlichen Kunstsammlungen Dresden 1981. Sie hatte den Titel Dresdner Motive in Werken der Künstlergemeinschaft „Brücke“. Ein Beitrag zur topographisch-kritischen Bestandsaufnahme. 
In den Dresdner Kunstblättern veröffentlichte er zunehmend. Neben den Dresdner stadtgeschichtlichen Forschungen befasste sich Hünlich mit Dresdner Persönlichkeiten. Darunter waren der Landschaftsmaler und Lithograph C.W. Arldt (Der Elbestrom) und den Maler Carl Rolle, der für Gottfried Semper arbeitete, sowie über Gottlieb Traugott Bienert. Er stieß auch auf Paula Modersohn-Becker und ihre Zeit in der Dresdner Friedrichstadt. Er machte die Gräber von Paulas Großeltern mütterlicherseits, auf dem Alten Annenfriedhof, ausfindig und pflegte es. Durch einen Artikel wurde Tille Modersohn, die Tochter von Paula Modersohn Becker, auf ihn aufmerksam. Es kam zur Kontaktaufnahme und nach der Grenzöffnung von 1989 lud Tille Modersohn Hünlich und seine Frau nach Bremen ein. Die persönlichen Begegnungen setzten sich dann fort.
Eine enge Zusammenarbeit hatte Hünlich mit dem Kunsthändler und Galeristen E. W.Kornfeld aus Bern. Hünlich recherchierte vor Ort zu Bildern und Skizzen der Brücke-Künstler und korrigierte falsch zugeordnete Lokalitäten. 
Der Höhepunkt der Anerkennung seiner Arbeit war sein Vortrag zu einem Symposium zum 50. Todestag Ernst Ludwig Kirchners am 15. September 1988 in Davos. Der Titel lautete: „Ernst Ludwig Kirchner-Aspekte zu leben und Werk der Dresdner Jahre.“ Die Ausreisegenehmigung in die Schweiz erhielt er verspätet, was vermutlich durch seine Überwachung durch Staatssicherheit unter dem Decknamen "Brücke" bedingt war. Hünlich war kein Mitglied der SED, gehörte Kirche an und hatte Wehrersatzdienst beantragt.

## Trivia
Hünlichs letzte Publikation war ein Zeitungsartikel in den Dresdner Neuesten Nachrichten vom 22. Februar 1992, in dem er über den Freitod Stefan Zweigs schrieb.
Der Kunsthistoriker Gerd Presler widmete posthum mehrere seiner kunstwissenschaftlichen Aufsätze dem Andenken Bernd Hünlichs.
Eine Rezension des Kinofilmes Paula – Mein Leben soll ein Fest sein, von Christian Schwochow, verweist auf die Bedeutung von Hünlichs Forschungen für die Rekonstruktion der Dresdner Jahre der Künstlerin Paula Modersohn-Becker.
Hünlichs schriftlicher Nachlass zu den Brücke-Künstlern wird im Kirchner Museum Davos aufbewahrt. Der Denkmalschutz erhielt die Aufzeichnungen über Carl Rolle, und dem Stadtgeschichtlichen Museum wurden die Dresdner Sachen übergeben. Was Moritzburg betrifft, erhielt der Heimatforscher Billig.

## Publikationen (Auswahl)
- Dresdner Motive in Werken der Künstlergemeinschaft "Brücke". Ein Beitrag zur topographisch-kritischen Bestandsaufnahme. in Jahrbuch der Staatlichen Kunstsammlungen Dresden. Band 13. 1981. S. 67–100.
- Die ersten Dresdener "Brücke"-Ausstellungen im Bau von Wilhelm Kreis. in Dresdner Kunstblätter 26. Staatliche Kunstsammlungen Dresden 1982. S. 39–41.
- Paula Modersohn-Beckers Dresdner Erinnerungen. Zum 75. Todestag der Künstlerin. in Dresdner Kunstblätter 26. Staatliche Kunstsammlungen Dresden 1982. S. 166–167.
- Ernst Ludwig Kirchners "Russisches Tanzpaar" und seine Entstehung. in Dresdner Kunstblätter 27. Staatliche Kunstsammlungen Dresden 1983. S. 21–26.
- Heckel und Kirchner auf der Berliner Straße in Dresden. Zum 100. Geburtstag Erich Heckels am 31. Juli. in Dresdner Kunstblätter 27. Staatliche Kunstsammlungen Dresden 1983. S. 115–121.
- Heckels und Kirchners verschollene Plakatentwürfe für die Internationale Hygiene-Ausstellung Dresden 1911. in Dresdner Kunstblätter 28. Staatliche Kunstsammlungen Dresden 1984. S. 145–151
- Wohnstätten und Lebensumstände der vier "Brücke"-Gründer in Dresden. Zum 80. Gründungstag der Künstlergruppe am 7. Juni. in Dresdner Kunstblätter 29. Staatliche Kunstsammlungen Dresden 1985. S. 80–90.
- Paula Modersohn Becker und ihre Geburtsstadt. Am 8. Februar vor 110 Jahren wurde die Malerin in Dresden geboren. in Dresdner Kunstblätter 30. Staatliche Kunstsammlungen Dresden 1986. S. 8–15.
- Heckel und Kirchner im Dresdner "Flora-Variete". in Dresdner Kunstblätter 30. Staatliche Kunstsammlungen Dresden 1986. S. 83–91.
- Carl Rolle und seine Ausmalungen von Sempers "Neuen Museum" in Dresden. Zum 125. Todestag des Künstlers. in Dresdner Kunstblätter 31. Staatliche Kunstsammlungen Dresden 1987. S. 133–145, 164
- "C. W. Arldt" – Ein Künstler im Dunkel. in Jahrbuch der Staatlichen Kunstsammlungen Dresden. Band 20. 1988. S. 81–108.
- E. L. Kirchners Dresdner Freundin "Dodo" Doris Große.  in Dresdner Kunstblätter 32. Staatliche Kunstsammlungen Dresden 1988. S. 137–147.
- Moritzburger Ortsmotive der "Künstlergruppe Brücke". Werke von Fritz Bleyl, Erich Heckel, Ernst Ludwig Kirchner und Hermann Max Pechstein. in Dresdner Kunstblätter 34. Staatliche Kunstsammlungen Dresden 1990. S. 169–182, 204.
- Carl Rolles Arbeiten für Sempers erstes Hoftheater. Zum 150. Jahrestag der Eröffnung. in Dresdner Kunstblätter 35. Staatliche Kunstsammlungen Dresden 1991. S. 41–52.
- Nachtrag zur Ausstellung "Ferdinand von Rayski" im Albertinum. Zum Gemälde "Berglandschaft" in der Gemäldegalerie Neue Meister. in Dresdner Kunstblätter 35. Staatliche Kunstsammlungen Dresden 1991. S. 116–119.